# Sněžný leopard (ocenění)
Sněžný leopard je dosud používané mezinárodní vyznamenání pocházející ještě z dob Sovětského svazu. Je udělováno horolezcům, kteří vystoupí na všech pět sedmitisícovek na území bývalého SSSR. Tyto výstupy nejsou snadné, stejně jako není snadné spatřit skutečnou šelmu – sněžného levharta.

## Seznam vrcholů
- Qullai Ismoili Somoni (7 495 m n. m.), Pamír, Tádžikistán (dříve pod názvem Pik Kommunizma)
- Džengiš Čokusu (7 439 m n. m.), Ťan-šan, Kyrgyzstán a Čína (dříve pod názvem Pik Pobědy)
- Pik Lenina (7 134 m n. m.), Pamír / Zaalajský hřbet, Kyrgyzstán a Tádžikistán
- Štít Korženěvské (7 105 m n. m.), Pamír, Tádžikistán
- Chan Tengri (6 995 m n. m.), Ťan-šan, Kazachstán, Kyrgyzstán a Čína

## Držitelé ocenění
- V letech 1961–2012 získalo ocenění 600 horolezců včetně 31 žen[2]

### Rekordmani
- Andrzej Bargiel (Polsko) – všech pět vrcholů během 29 dní 17 hodin 5 minut v jednom roce (léto 2016)
- Jevgenij Ivanov – první oceněný (1961)
- Boris Koršunov (Moskva, Rusko) – 9× získal ocenění v letech 1981–2004
- Boris Koršunov (Moskva, Rusko) – poslední ocenění získal v 69 letech (2004)
- Ljudmila Agranovská – první žena (1970)
- Elvira Nasonovová – první žena, která stála na všech vrcholech dvakrát a třikrát (1988, 1991)

### Čeští horolezci
- 1989: Jiří Švejda, (Bratislava) – první Čech[3]
- 1989: Jaromír Jarýk Stejskal (Bratislava, * 1949) – první Slovák (českého původu)
- 1989: Stanislav Vagón Šilhán (Jablonec nad Nisou, 1954–2008)
- 2003: Josef Pepek Milfajt (Trutnov, * 1974)[4][5]
- od roku 2000 se pokoušela na všech pět vrcholů vystoupit také Zuzana Hofmannová (1959–2012)